# O-Ring

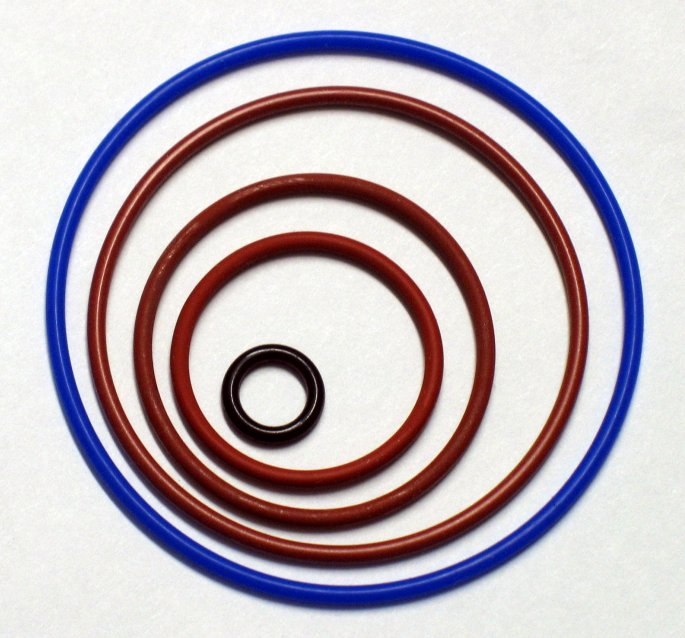
Relativ dünne O-Ringe

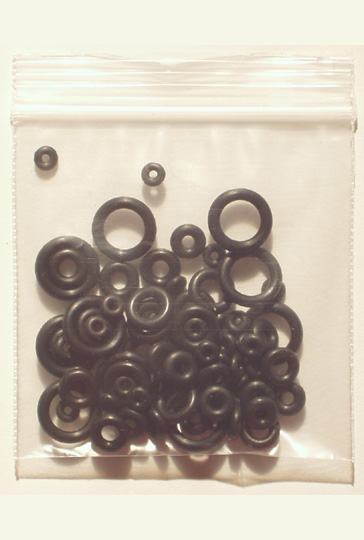
Relativ dicke O-Ringe

O-Ringe sind ringförmige Dichtungselemente. Der Name leitet sich vom runden (O-förmigen) Querschnitt des Rings ab. Die zu dichtende Fläche ist i. d. R. kreisringförmig. Im Verhältnis zum Ringdurchmesser dünne Ringe sind aber genügend flexibel, um auch für nicht kreisförmige geschlossene Konturen (z. B. ovale oder elliptische) verwendbar zu sein.
O-Ringe sind nach ISO 3601, die in Deutschland als DIN ISO 3601 gültig ist, genormt. Bis August 2010 war in Deutschland die DIN-Norm DIN 3771 gültig. In der DDR war Rundring (TGL 6365) (umgangssprachlich Null-Ring) der gebräuchliche Begriff für dieses Dichtelement.
Die Größe von O-Ringen wird als Innendurchmesser × Schnurdurchmesser angegeben.

## Herstellung
Aufgrund der relativ einfachen Form sind O-Ringe industriell leicht herstellbar. Vorzugsweise findet das Spritzgießen (Injection Moulding) Anwendung, bei geringeren Stückzahlen bzw. extrem teuren Kautschukarten werden die O-Ringe mittels Formpressen (Compression Moulding) gefertigt. Je nach Einsatzgebiet und Anforderungen (wie z. B. Beständigkeit gegenüber Ölen, Fetten, Säuren, Hitze, Vakuumdichtheit) werden unterschiedliche Materialien eingesetzt, z. B. verschiedene Kautschuk-Arten, Perfluorkautschuk (FFKM oder FFPM), Polyethylen (PE) oder Polytetrafluorethylen (PTFE). Selten kommt auch Metall zum Einsatz (z. B. Reaktordichtungen in Kernkraftwerken oder in Heißkanalsystemen).

## Wirkungsweise
Aufgrund seines kreisrunden Querschnitts kann ein O-Ring axial und/oder radial abdichten. Durch die Pressung des Gummikörpers beim Einbau (in radialer und/oder in axialer Richtung) kommt die Anfangsdichtheit zustande. Die Dichtpressung ergibt sich aus der Überlagerung der Vorpressung (durch den Einbau) und dem abzudichtenden Systemdruck. In der Dichtfuge herrscht daher immer eine um die Vorpressung höhere Dichtpressung als der abzudichtende Druck. Deshalb sind sehr hohe Drücke abdichtbar.
Ein dynamischer Einsatz, wie er z. B. in Einhandhebelmischern erfolgt, ist nur bei einer geringen Beanspruchung sinnvoll. Dabei kommt es hauptsächlich auf die Geschwindigkeit, mit der z. B. ein Kolben bewegt wird, und den Systemdruck an. Auch bei langsam drehenden Spindeln und Wellen können O-Ringe zur Anwendung kommen.
Fehlerhaft verwendete O-Ringe führten 1986 zur Challenger-Katastrophe.

## Anwendung

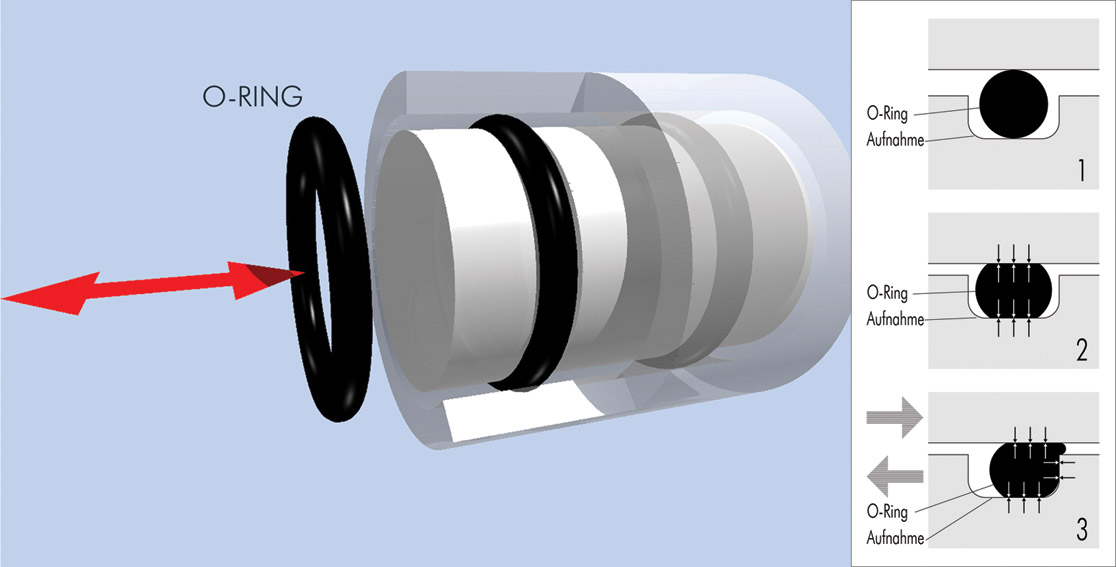
O-Ring Beispiel zur dynamischen Anwendung (Schemadarstellung aufgeschnitten), Querschnittskizzen 1–3

Der Dichtungstyp des O-Ringes hat großes, vielfältiges Verwendungspotential, u. a. im Automobil- oder Maschinenbau kommt das Dichtelement zum Einsatz. Praktisch in jedem Bereich der Industrie sind sie zu finden, z. B. sind O-Ringe auch in jedem haushaltsüblichen Einhebelmischer (Wasserhahn) verbaut. Meist ist der O-Ring bei statischen Abdichtungen vorhanden, dabei sind die radial-statische sowie die axial-statische Abdichtung zu unterscheiden. Zu ersterer gehören unter anderem die Anwendung bei Zylindern oder Rohren, zur axialen die bei Flanschen, Platten sowie Verschlüssen.
Ein weiterer wesentlicher Anwendungsbereich für O-Ringe sind die Raum- und Luftfahrtindustrie, in denen sie für kritische Abdichtungen in Triebwerken, Treibstoffsystemen und Druckkabinen verwendet werden, wobei Materialien wie Fluorkautschuk (FKM) und Perfluorelastomere (FFKM) für ihre Hitzebeständigkeit und chemische Resistenz ausgewählt werden.
In der Piercingszene werden O-Ringe oft verwendet, um Schmuck mit größerem Durchmesser für geweitete Piercings zu fixieren.
Nitrilkautschuk (Acrylnitril-Butadien-Kautschuk bzw. Nitrile Butadiene Rubber, NBR) ist das Standardmaterial für Hydraulik- und Pneumatikanwendungen.
Für Pressfittings in der Heizungs- und Sanitärinstallation werden überwiegend O-Ringe aus Ethylen-Propylen-Kautschuk bzw. Ethylen-Propylen-Dien-Kautschuk (EPDM) verwendet, welche allgemein bis 130°, je nach Anwendungsfall auch bis 150° oder im Ausnahmefall bis 200 °C temperaturbeständig sind. Da in Solarinstallationen unter Umständen noch höhere Temperaturen auftreten können, werden in den besonders beanspruchten Bereichen O-Ringe aus Fluorkautschuk (FKM) eingesetzt, die zur Unterscheidung meist blau oder grün gefärbt sind. Ringe für Gasinstallationen werden entsprechend gelb gefärbt.

## Standardabmessungen
O-Ringe werden mit „Innendurchmesser × Schnurstärke“ bemaßt, zum Beispiel 10 × 1,0 mm.
O-Ringe werden üblicherweise in verschiedenen Standardgrößen gefertigt. Hierbei sind Schnurstärken (Durchmesser des runden Querschnitts) von 0,35 mm für sehr filigrane Anwendungen bis zu 40 mm oder mehr möglich. Einer der kleinsten bekannten O-Ringe wird in der Schweizer Uhrenproduktion eingesetzt und hat die Abmessung 0,70 × 0,20 mm. Der Innendurchmesser kann je nach Verwendung bis in den Meterbereich reichen (z. B. Abdichtungen bei Abwasserleitungen oder Röhrenkonstruktionen). Zu den größten O-Ringen zählen Dichtungen für astronomische Teleskope oder Kernreaktoren mit Innendurchmessern über 10 Meter.
ISO 3601-1 nennt für Ringe mit Innendurchmesser von 1,8 bis 17 mm eine typische Schnurstärke von 1,8 mm. Die Innendurchmesser sind je nach Anwendung gestaffelt, z. B. 6,0 / 6,3 / 6,7 / 6,9 / 7,1 / 7,5 mm. Im Bereich von 14 bis 38,7 mm beträgt die typische Schnurstärke 2,65 mm, im Bereich von 18 bis 200 mm beträgt sie 3,55 mm usw., bis 670 × 7 mm. Ringe mit z. B. 14 / 15 / 17 mm gibt es nach Norm in den Schnurstärken 1,8 oder 2,65 mm.

## Schmierung
Bei der Anwendung von O-Ringen mit ständig bewegten Teilen kann die Lebensdauer durch eine Schmierung deutlich verlängert werden.
Gelegentlich wird dem Ausgangsmaterial bereits bei der Herstellung des Dichtrings ein Schmiermittel in feinverteilter Form beigefügt, welches bei der Nutzung durch Poren in der Materialstruktur an die beanspruchte Oberfläche treten kann. Alternativ können spezielle abriebbeständige Schichten auf die fertigen Ringe aufgebracht werden, welche die Schmierung für eine gewisse Zeit sicherstellen.
Andernfalls sollte bei der Montage ein Schmiermittel auf den O-Ring und auf das am Ring entlanggleitende Werkstück aufgebracht und später in angemessenen Wartungsintervallen erneuert werden. Zu diesem Zweck werden spezielle Montagefette angeboten, die sich mit den meisten verwendeten Dichtungsmaterialen vertragen.
Generell lassen sich Fluorkarbon-Kautschuk (FKM, Viton), Perfluorkautschuk (FFPM/FFKM), Acrylnitril-Butadien-Kautschuk (NBR) und Hydrierter Acrylnitril-Butadien-Kautschuk (HNBR) mit den meisten gebräuchlichen Schmierstoffen einsetzen.
O-Ringe aus EPDM sind empfindlich gegenüber mineralölhaltigen und synthetischen Schmiermitteln, wozu beispielsweise Vaseline und Paraffin(öl) sowie alle traditionell angewandten Schmieröle und -fette gehören.
Silikonöle und -fette sind unverträglich mit O-Ringen aus Silikonkautschuk (Liquid Silicone Rubber – LSR, VMQ).
Konkret dürfen mineralölhaltige und synthetische Schmiermittel mit Acrylnitril-Butadien-Kautschuk (NBR), Hydrierter Acrylnitril-Butadien-Kautschuk (HNBR), Polyester-Urethan-Kautschuk (AU), ACM (Polyacrylat-Kautschuk), Fluor-Vinyl-Methyl-Silikon-Kautschuk (FVMQ), TFE/PTFE, Fluor-Kautschuk FKM, Perfluor-Kautschuk FFKM und ETP sowie mit Einschränkungen für Chloropren-Kautschuk (CR) und Vinyl-Methyl-Silikon-Kautschuk (VMQ) eingesetzt werden. Der Einsatz mit EPDM kommt nur in Ausnahmefällen infrage. Natur-Kautschuk (NR) ist komplett unverträglich.
Silikonfett und -öl kann für NR, EPDM, NBR, HNBR, CR, AU, ACM, FVMQ, FKM, FFKM und ETP eingesetzt werden; für VMQ nur in Ausnahmefällen.
TFE/P kann mit mineralölhaltigen Schmiermitteln eingesetzt werden. Für andere Mittel liegen keine ausreichenden Angaben vor.

## Materialverträglichkeit mit Fetten und Ölen
Tierische Fette vertragen sich mit NBR, HNBR, AU, ACM, FVMQ, FKM, FFKM und ETP, sowie mit Einschränkungen EPDM, CR und VMQ, jedoch nicht mit NR.
Pflanzenöle enthalten viele verschiedene Inhaltsstoffe, so dass kaum allgemeine Aussagen getroffen werden können. Lediglich FKM, FFKM und ETP sind mit den meisten Ölen verträglich. NBR, HNBR, FVMQ sind mit vielen Ölen, mit manchen jedoch nur eingeschränkt verwendbar. ACM ist nur mit einigen und VMQ, EPDM und CR sind nur mit wenigen Ölen verträglich. NR ist generell unverträglich. Manche Öle wie Rizinusöl (Kastoröl) sind mit fast allen Materialien verträglich. Diese Angaben betreffen nur die Beständigkeit des Dichtring-Materials und lassen keine Aussagen über die Lebensmittelverträglichkeit zu.
Fettsäuren können mit FKM, FFKM und ETP verwendet werden, sowie mit Einschränkungen auch mit NBR, HNBR und CR. Die Verwendung mit EPDM und VMQ ist nicht zu empfehlen, und mit NR ganz auszuschließen.